# Usbekische Juden

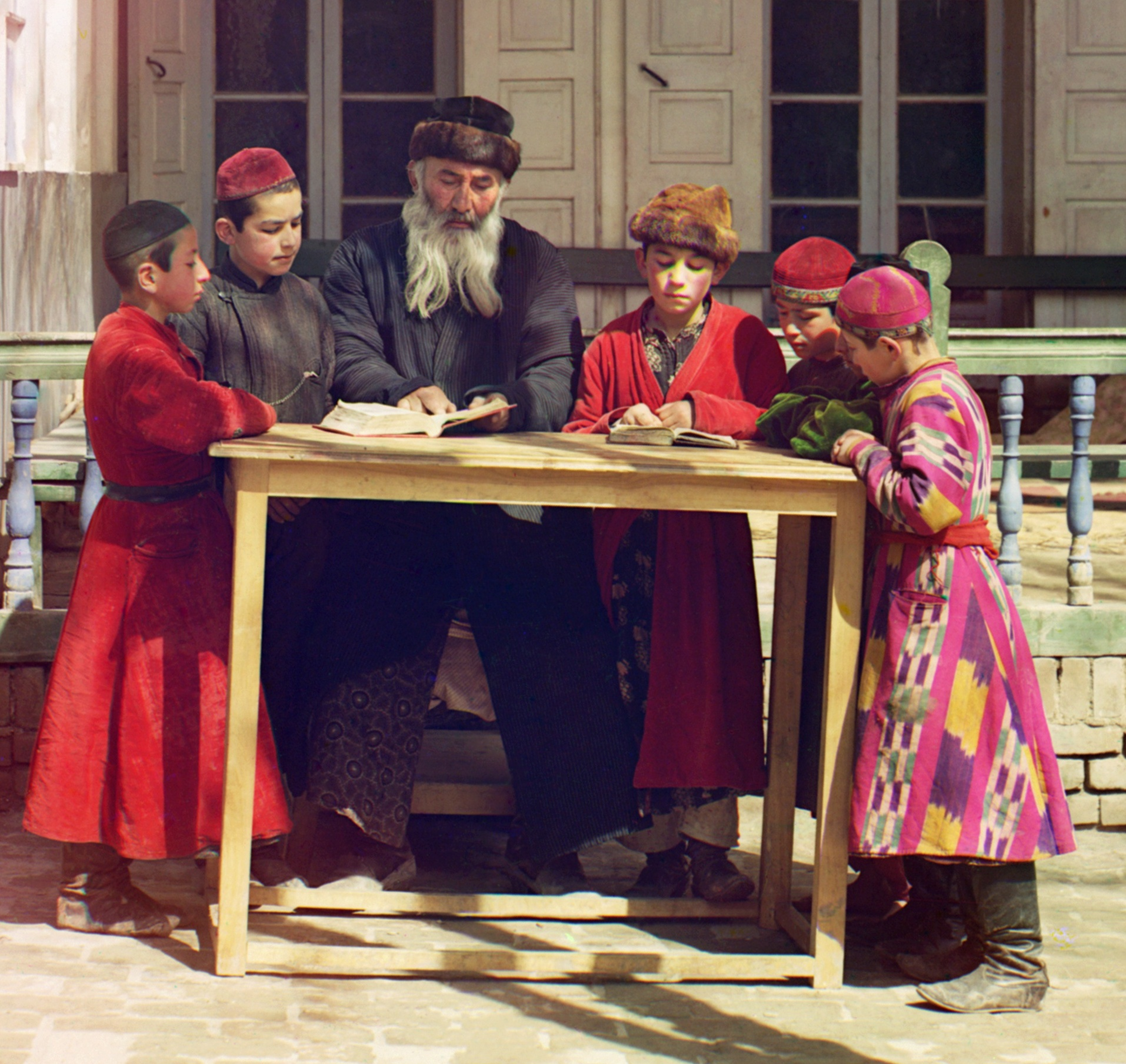
Jüdische Kinder mit ihrem Lehrer in Samarkand, Foto von Sergey Prokudin-Gorski zwischen 1909 und 1915

Usbekische Juden (hebräisch יהדות אוזבקיסטן) sind in zwei verschiedene Glaubensrichtungen gespalten: die traditionelle jüdische bucharische Gemeinschaft und die progressivere aschkenasische Gemeinde europäischen Ursprungs.
Im Jahr 1989 gab es 94.900 Juden in der damaligen Usbekischen Sozialistischen Sowjetrepublik, von denen im Jahre 2007 weniger als 5000 in Usbekistan residierten (die meisten von ihnen in Taschkent). Es gibt nur noch zwölf Synagogen in Usbekistan.
Hauptsächlich jüdische Musiker pflegten im Emirat Buchara den höfischen Kunstmusikstil Schaschmaqam. Nach der Auswanderung von Buchara nach Israel und in die Vereinigten Staaten sind meisten im Land verbliebenen Juden heute Aschkenasim.

## Judentum im Ferghanatal
Semjon Abdurachmanow ist das Oberhaupt der Fergana-jüdischen Gemeinde. Es gibt insgesamt sechs Synagogen im Tal. Es gibt mehrere hundert Juden in Fergana, Namangan, Kokand – und insgesamt rund 800 in der Region. Abdurachmanow hat gesagt, dass das größte Problem für die jüdische Gemeinde zum einen die schlechte Lage der usbekischen Wirtschaft, zum anderen der stärker zu Tage tretende Antisemitismus ist – speziell aufgrund der zunehmenden Radikalisierung der Muslime in der Gegend.
Während des Massakers von Andischan im Mai 2005 hatte die israelische Botschaft in Taschkent Abdurachmanow gebeten, eine Liste der usbekischen Juden Andischans anzufertigen – "für den Fall, dass es die Notwendigkeit zu geben scheint, Menschen über Luftbrücke nach Israel transportieren zu müssen."